# 水沼天孝
水沼 天孝（みずぬま ひろよし、1988年8月24日 - ）は、日本の元俳優、タレント。東京都出身。テアトルアカデミーに所属していた。2018年に引退。

## 来歴・人物
- 青山学院大学を卒業後、現在の事務所テアトルアカデミーに所属し現在に至る。
- 丸坊主といい体格がトレードマーク。[2]
- テレビドラマやCMでは、力士役や柔道家役を中心に演じている。
- 舞台では高校球児、ラガーマンといったスポーツマンを演じている。

## 出演

### テレビドラマ
- 世にも奇妙な物語 2014年 秋の特別編「走る取的」（2014年、フジテレビ） - 取的 役
- それでも僕は君が好き（2015年9月30日、フジテレビ） - 相撲取り 役
- 監獄学園-プリズンスクール-（2015年11月8日、MBS） - クリーニング屋 役
- Chef〜三ツ星の給食〜 第5話 （2016年11月10日、フジテレビ） - 若手力士 役
- 龍が如く 魂の詩。（2016年11月30日配信、ゲオチャンネル） - 野崎組員 役
- 相棒 第10話 元旦スペシャル（2017年1月1日、テレビ朝日） - 前科者の青年 役
- やすらぎの郷 第71話（2017年7月10日、テレビ朝日） - AD 役

### 舞台
- ダイヤのA The LIVE（2015年8月） - 増子 透 役
- 天元突破グレンラガン〜炎撃篇〜其の弐・其の参（2015年9月） - バリンボー 役
- ダイヤのA The LIVE2（2016年3月） - 増子 透 役
- ダイヤのA The LIVE3（2016年8月） - 増子 透 役
- ダイヤのA The LIVE4（2017年4月） - 増子 透 役
- ALL OUT!! THE STAGE（2017年5月） - 久川久美男 役
- 舞台『GOLIATH～ゴリアテ～』（2017年8月） - バーツ役　ポンド役
- ダイヤのA The LIVE5（2017年9月） - 増子 透 役

### CM
- NHK 「Road to London」 柔道家 役 （2012年）
- アサヒビール「クリアアサヒ（打ち上げ色鶏々篇）」 柔道家 役 （2012年）YouTube クリアアサヒ CM 上戸彩 「色鶏々」篇
- アコム「ラガーマン編」　（2013年　-　）
- 剣と魔法のログレス いにしえの女神「共に戦う篇」 相撲取り 役 （2014年）YouTube『剣と魔法のログレス いにしえの女神』TVCM映像（共に戦う編）
- 元気寿司「中国CM」　帆立 役 （2013-2014）
- コンバース「オールスター」WEBCM(2017年) - リョウゴクベアーズ 役